# Дмітрієв Денис Сергійович
Денис Сергійович Дмітрієв (23 березня 1986, Тирново) — російський трековий велогонщик, який від 2002 року професійно виступає в спринті, командному спринті і кейріні. Бронзовий призер Олімпійських ігор 2016 року, чемпіон світу, багаторазовий призер чемпіонатів світу, триразовий чемпіон Європи. На змаганнях представляє місто Москву і спортивне товариство «Динамо», заслужений майстер спорту.

## Життєпис
Денис Дмітрієв народився 23 березня 1986 року в селі Тирново Пронського району Рязанської області, однак згодом переїхав на постійне проживання в Москву. В дитинстві займався багатьма видами спорту, зокрема футболом, плаванням, дзюдо, шосейними велоспортом, проте зрештою зробив вибір на користь треку. Проходив підготовку в училищі олімпійського резерву № 2, тренувався під керівництвом тренерів Олександра Толоманова і Євгена Баримова. Є членом фізкультурно-спортивного товариства «Динамо».
Першого серйозного успіху досягнув 2002 року, потрапивши до складу російської національної збірної. На міжнародному рівні дебютував у сезоні 2003 року, коли побував на домашніх юніорських чемпіонатах Європи і світу — в обох випадках виграв у командному спринті срібні медалі. Рік по тому в тій самій дисципліні завоював золото на європейській першості в Іспанії. У 2006 році на молодіжному чемпіонаті Європи в Греції взяв бронзу в командному спринті, ще через два роки на аналогічних змаганнях у Польщі був уже чемпіоном. Завдяки низці вдалих виступів удостоївся права захищати честь країни на літніх Олімпійських іграх 2008 року в Пекіні — посів вісімнадцяте місце в індивідуальному спринті, дванадцяте у командному спринті і сімнадцяте в кейріні.
2010 року Дмітрієв здобув перемогу в спринті на чемпіонаті Європи в польському Прушкуві. Також побував на чемпіонаті світу в Копенгагені, де став двадцять другим в індивідуальному спринті і шостим у командному. У наступному сезоні додав у послужний список три золоті нагороди всеросійської першості (спринт, командний спринт, кейрін), потрапив до числа призерів на турнірах й Пекіні й Астані, в спринті виграв бронзу на європейській першості в голландському Апелдорні. 2012 року на першості Європи в литовському Паневежисі став чемпіоном у спринті і здобув бронзову медаль у кейріні, пройшов кваліфікацію на Олімпійські ігри в Лондоні — фінішував п'ятим в індивідуальному спринті і сьомим у командному.
Після двох Олімпіад Денис Дмітрієв залишився в основному складі російської національної збірної і продовжив брати участь у найбільших міжнародних перегонах. Так, в 2013 році він приєднався до команди RusVelo, підтвердив лідерство в заліку національної першості, завоював срібну медаль у спринті на чемпіонаті світу в Мінську, виграв золото та бронзу на чемпіонаті Європи в Апелдорні — в особистому і командному спринті відповідно. Вкупі з перемогою на етапі Кубка світу в Мексиці в січні це дозволило йому набрати 830 очок і посісти першу сходинку підсумкового рейтингу спринтерів Міжнародного союзу велосипедистів. У 2014 році став першим в історії російського велоспорту гонщиком, кому вдалося взяти участь в Японській лізі кейріна.
На чемпіонаті світу 2013 року завоював срібну нагороду в спринті, поступившись у фіналі німцеві Штефану Беттіхеру в 2 заїздах. У наступному році на чемпіонаті світу в колумбійському Калі здобув у спринті бронзову нагороду, поступившись у півфіналі в 2 заїздах майбутньому чемпіонові французові Франсуа Первісу. Через рік у Франції Денис знову штурмував золоту вершину і знову поступився, на цей раз французові Грегорі Боже в 2 заїздах. В олімпійський рік на чемпіонаті світу в Лондоні Дмітрієв знову потрапив до трійки призерів, поступившись у півфіналі австралійцеві Меттью Глетцеру в 2 заїздах, але перемігши поляка Даміана Зелінського.
На олімпійських іграх в Ріо-де-Жанейро знову дійшов до півфіналу, де в результаті жеребкування змагався у спринті з 4-разовим (на той момент) олімпійським чемпіоном Джейсоном Кенні. Вигравши в першому заїзді, Дмітрієв поступився у двох наступних і вирушив боротися за бронзу, а Кенні продовжив шлях за своїм 5 золотом олімпійських ігор, яке впевнено і добув у фіналі. Суперником Дениса в заїздах за бронзу став австралієць Метью Глетцер. Російський велогонщик взяв реванш за поразку на чемпіонаті світу і, обігнавши австралійця в 2 заїздах, завоював свою першу олімпійську медаль.
Має вищу освіту, закінчив Російський державний університет фізичної культури, спорту, молоді і туризму.

## Нагороди
- Медаль ордена «За заслуги перед Вітчизною» II ступеня (25 серпня 2016 року) — за високі спортивні досягнення на Іграх ХХХІ Олімпіади 2016 року в місті Ріо-де-Жанейро (Бразилія), проявлені волю до перемоги і цілеспрямованість[7].

## Основні досягнення
2003
Чемпіонат світу з трекових велоперегонів серед юніорів 2003
2-й командний спринт
Чемпіонат Європи з трекових велоперегонів серед юніорів 2003
2-й командний спринт
2004
Чемпіонат Європи з трекових велоперегонів серед юніорів 2004
1-й  командний спринт,
2006
Чемпіонат Європи з трекових велоперегонів до 23 років 2006
3-й командний спринт,
2008
Чемпіонат Європи з трекових велоперегонів до 23 років 2008
1-й  командний спринт
2010
Чемпіонат Європи з трекових велоперегонів 2010
1-й  спринт,
2011
Чемпіонат Європи з трекових велоперегонів 2011
3-й спринт
Чемпіонат Росії 2011, 
1-й  кейрін
1-й  командний спринт
1-й  спринт
2012
Чемпіонат Європи з трекових велоперегонів 2012
1-й  спринт
3-й кейрін
2013
Чемпіонат світу з трекових велоперегонів 2013
2-й спринт
Чемпіонат Європи з трекових велоперегонів 2013
1-й  спринт
3-й командний спринт
Чемпіонат Росії 2013 
1-й  спринт
1-й  кейрін
2-й командний спринт